# Maria Bartiromo

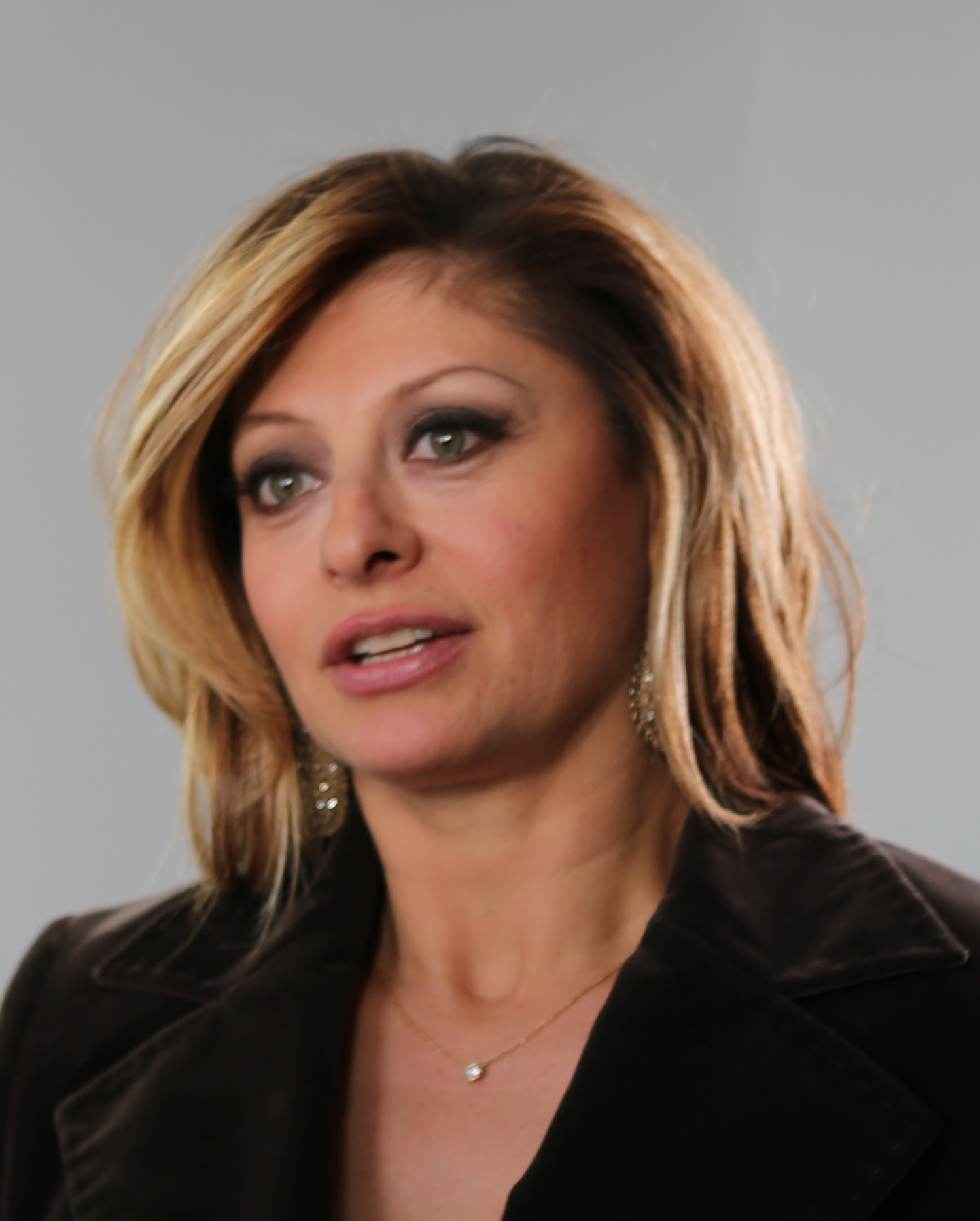
Maria Bartiromo (2015)

Maria Sara Bartiromo (* 11. September 1967 in Brooklyn, New York) ist eine US-amerikanische Fernsehmoderatorin und Autorin. Seit 2014 ist sie beim Medienkonzern Fox beschäftigt, nachdem sie zuvor 20 Jahre für den Fernsehsender CNBC arbeitete. Seit Beginn ihrer Karriere im Jahr 1988 fokussiert sich ihre Berichterstattung insbesondere auf Wirtschafts- und Finanzthemen. 1994 wurde sie zur ersten Journalistin, die live vor Ort vom New Yorker Börsenparkett berichtete. Für ihre Arbeit wurde sie u. a. mit zwei Emmy Awards ausgezeichnet.

## Persönliches
Bartiromo ist die Tochter von Vincent und Josephine Bartiromo, mit denen sie im New Yorker Stadtteil Brooklyn aufwuchs. Nach ihrem Abschluss an einer katholischen High School schrieb sie sich am C. W. Post College (heute Teil der Long Island University) ein, bevor sie zur New York University wechselte, an der sie Abschlüsse in Journalismus und Ökonomie erlangte.
1999 heiratete Bartiromo den CEO von WisdomTree Investments Jonathan Steinberg. Das Ehepaar besitzt ein Strandhaus in Westhampton (New York). Zudem bewohnen sie eine Immobilie in der Upper East SideUpper East Side in Manhattan.

## Karriere

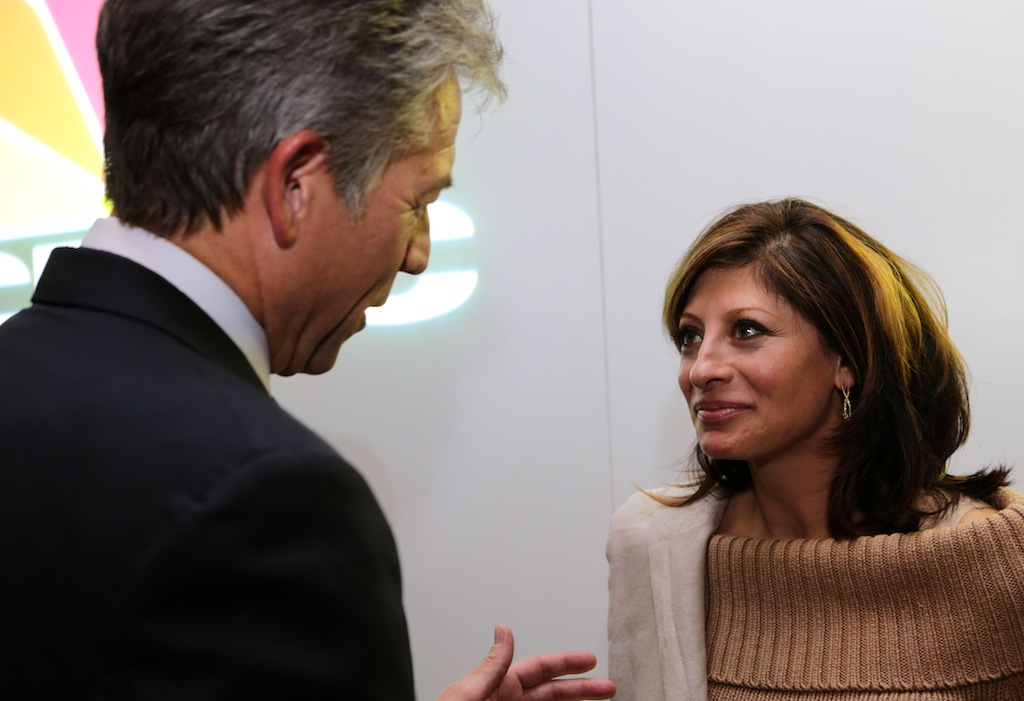
Bartiromo mit dem damaligen SAP-CEO Bill McDermott

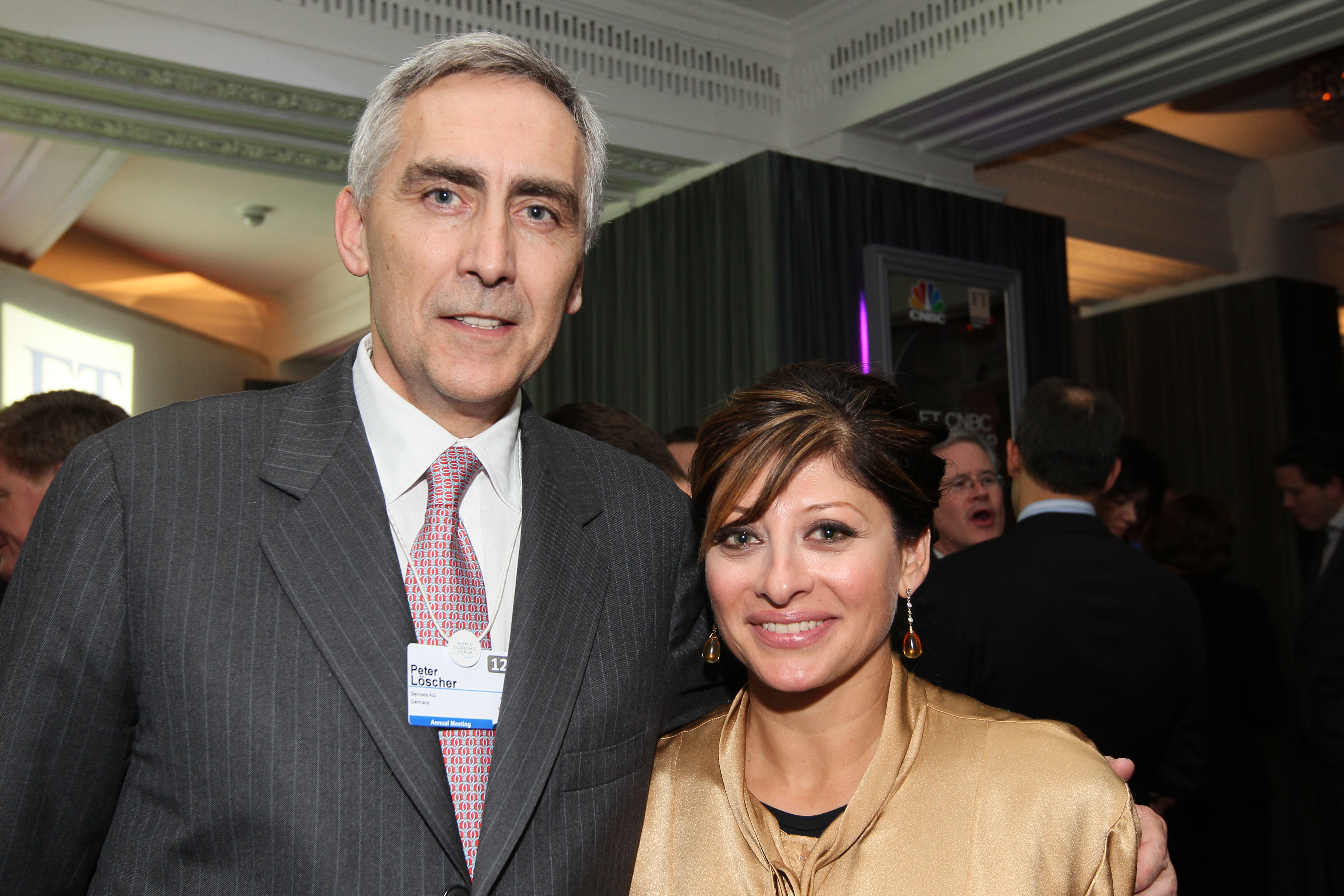
Bartiromo mit dem damaligen Siemens-CEO Peter Löscher

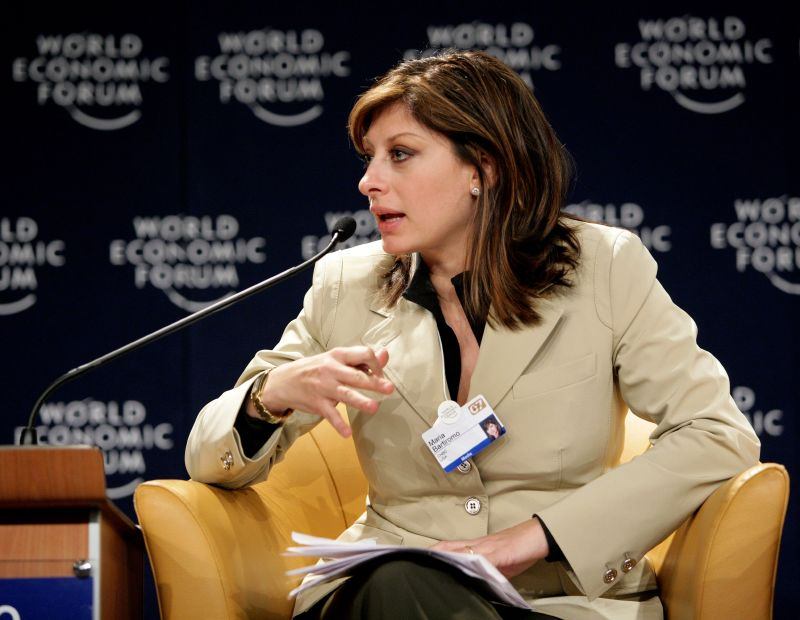
Bartiromo beim Weltwirtschaftsforum in Davos

Während ihres Studiums an der New York University absolvierte Bartiromo im Jahr 1988 ein Praktikum bei Barry Farber, bevor sie ein Jahr später (ebenfalls als Praktikantin) zu CNN wechselte, wo sie nach ihrem Abschluss fest angestellt wurde. Dort arbeitete sie im Produktionsteam von Ted Turner´s CNN business news bis sie 1993 zum Sender CNBC wechselte, der sie als On-Air-Reporterin einsetzte. Innerhalb der 20 Jahren, in denen Bartiromo für den Sender arbeitete, führte sie das Morgenprogramm Squawk Box ein und war Gastgeberin der Sendungen The Closing Bell with Maria Bartiromo und On the Money with Maria Bartiromo. Außerdem wurde sie dort in der Zeit zur ersten Person, die live vor Ort vom New Yorker Börsenparkett berichtete. Dadurch diente Bartiromo als Vorbild für viele junge Mädchen, die sich von ihr inspirieren ließen in Finanzbranche einzusteigen. Allerdings erlebte sie auf dem Parkett auch Anfeindungen durch einige der handelnden Akteure. Bartiromo machte es gleichzeitig aber auch sehr stolz ihren Zusehern den Zugang zu wichtigen Finanzmarktinformationen in Echtzeit ermöglichen zu können, wie es vorher nur den Großinvestoren vorbehalten war. Damit trug sie dazu bei, die Wettbewerbsbedingungen zwischen Klein- und Großinvestoren etwas anzugleichen. 2014 wechselte Bartiromo zum Medienkonzern Fox. Auf dem Sender Fox Business Network ist sie im dreistündigen Morgenprogramm Mornings with Maria, sowie in der Primetime-Sendung Maria Bartiromo's Wall Street zu sehen. Zudem moderiert sie das meistgesehene Sonntagmorgenprogramm im US-amerikanischen Kabelfernsehen Sunday Morning Futures auf dem Sender Fox News. Mit ihrem Wechsel zu Fox News verbunden war eine deutliche Neuausrichtung ihrer politischen Orientierung. Bartiromo vertritt nun rechtskonservative Standpunkte und Verschwörungstheorien, wie beispielsweise über den angeblichen Wahlbetrug bei den Präsidentschaftswahlen 2020.
Bartiromo schrieb zudem Kolumnen für die Wirtschaftsmagazine Business Week und die Milano Finanza auf wöchentlicher Basis, sowie für USA Today, Individual Investor und Reader’s Digest auf monatlicher Basis. Zudem publizierte sie Artikel in der Financial Times, Newsweek, Town and Country und New York Post.
Bartiromo ist Autorin mehrerer Bücher. Ihr erstes Buch "Use the News: How to Separate the Noise from the Investment Nuggets and Make Money in Any Economy", welches im Jahr 2001 vom HarperCollins Verlag veröffentlicht wurde, schaffte es auf die Bestsellerliste der New York Times, des The Wall Street Journal und USA Today. 2010 veröffentlichte sie ihr zweites ("The 10 Laws of Enduring Success") und drittes Buch "The Weekend That Changed Wall Street" (Portfolio / Penguin). Ein viertes Buch mit dem Titel "The Cost: Trump, China, and American Renewal" schrieb sie zusammen mit James Freeman, welches von der Verlagsgruppe Simon & Schuster im Oktober 2020 veröffentlicht wurde.
Neben ihren Tätigkeiten als Autorin und Journalistin ist Bartiromo Mitglied in folgenden Organisation bzw. Gremien:
- Board of Trustees of New York University
- Board of Directors of the Young Global Leaders of the World Economic Forum
- Council on Foreign Relations
- Economic Club of New York
- Board of Directors of The National Italian American Foundation (NIAF).[7]

Als Schauspielerin trat sie in den Filmen Wall Street 2 und Arbitrage neben Schauspielern wie Michael Douglas und Richard Gere auf.

### Vorstandsmitglied des Kennedy Center
Anfang März 2025 wurde Bartitomo von Donald Trump zusammen mit einer weiteren Fox-News-Moderatorin, Laura Ingraham, als Mitglied des Board of Trustees für das John F. Kennedy Center for the Performing Arts berufen. Zuvor hatte Trump alle unter Joe Biden ernannten Personen in leitenden Stellungen ausgewechselt und sich selbst als Vorsitzender installiert, weil, so erklärte er, die Institution "zu woke" geworden sei. Mit ernannt wurden Susie Wiles, Dan Scavino, Usha Vance und als Interimspräsident Richard Grenell, der bis Juni 2020 US-Botschafter in der Bundesrepublik Deutschland war. Während Grenell behauptete, dass Trump die zuvor nicht bekannte schlechte finanzielle Situation des Kennedy Center in den Griff bekommen wolle, wurden aus Protest Zuwendungen und Spenden an das Kennedy Center gestrichen und bis zum 7. März mehr als 20 Aufführungen abgesagt oder verlegt.

## Auszeichnungen und Ehrungen
Im Jahr 2008 wurde Bartimoro zum ersten Mal mit einem Emmy Award für ihre Dokumentation über die Weltfinanzkrise ausgezeichnet. Im darauffolgenden Jahr gewann sie einen zweiten Emmy Award für ihre Dokumentation "Inside the Mind of Google". Dazu erhielt sie einen Gracie Award für die Dokumentation "Greenspan: Power, Money & the American Dream"
Außerdem wurde sie im Jahr 2009 von der Financial Times in der Auswahl "50 Faces That Shaped the Decade" gelistet. 2011 wurde Bartiromo als erste Frau in die Cable Hall of Fame aufgenommen.
Im Jahr 2016 wurde Bartiromo in die Library of American Broadcasting aufgenommen. 2019 zeichnete die National Italian American Foundation (NIAF) Bartimoro für ihre Lebensleistung aus. Im Jahr 2020 wurde Bartiromo von The Fund for American Studies mit dem Thomas L. Phillips Career Achievement Award für ihre Verdienste im Bereich des Journalismus geehrt.
Im November des gleichen Jahres erhielt sie vom Independent Women´s Forum den Barbara K. Olson Woman of Valor Award.